# بیمل
بیمل (انگلیسی: BEML) شرکت صنایع سنگین هندی است، که در سال ۱۹۶۴ تأسیس شد.